# Lydia West
Lydia West, född  24 juni 1993 i Islington, London, är en brittisk dansare och skådespelare.
West har bland annat medverkat i filmen Love Again. Hon har även medverkat i TV-serierna Big Mood och It's a Sin. För sin rolltolkning av Jill Baxter i den sistnämnda serien blev hon nominerad till en BAFTA-Award.

## Filmografi (i urval)
- 2021 – It's a Sin (TV-serie)
- 2023 – Love Again
- 2023 – Gray (TV-serie)
- 2024 – Big Mood (TV-serie)